# Hughligans
Die Hughligans – entstanden als Kofferwort aus dem englischen Vornamen Hugh und dem Wort hooligan, etwa „Rüpel“ – waren eine Gruppe innerhalb der Unterhausfraktion der britischen Conservative Party in den Jahren von der Jahrhundertwende bis zum Ausbruch des Ersten Weltkrieges.
Die Gruppe bestand im Wesentlichen aus einer Clique aufrührerischer junger Hinterbänkler der konservativen Fraktion um Hugh Cecil, 1. Baron Quickswood, und definierte sich über die Kritik an der, nach Meinung ihrer Angehörigen, verfehlten Politik des konservativen Führer Arthur Balfour. Ihren Namen erhielten die Hughligans in Anlehnung an Cecils Vornamen und an das englische Wort hooligan, mit dem man die rüpelhaft-unmanierliche Art zu beschreiben versuchte, in der sich die jungen Abgeordneten um Cecil nach Meinung ihrer Kritiker gebärdeten.
Mitglieder der Gruppe waren außer Cecil unter anderem Frederick Edwin Smith, Earl Percy, Arthur Stanley, Ian Malcolm und Lord George Hamilton sowie, bis zu seinem Parteiwechsel 1904, Winston Churchill.
Nach dem Sturz der konservativen Regierung 1905 gingen die Hughligans auf scharfen Konfrontationskurs zu Balfour, dem sie vorwarfen, in seiner Rolle als nunmehriger Oppositionsführer nicht genügend Aggressivität an den Tag zu legen. In den folgenden Jahren setzten die Hughlighans ihre Anti-Balfour-Agitation innerhalb der Partei fort und trugen so mit zu Balfours Sturz als Parteiführer im Jahr 1910 bei. Nach dem Sturz Balfours löste sich die Gruppe allmählich auf, um während des Ersten Weltkrieges infolge der „Neudurchmischung“ der britischen Parteienlandschaft durch die große Koalitionsregierung des Jahres 1915 und die damit einhergehende äußere Neuorientierung und innere Umstrukturierung der konservativen Partei endgültig von der Bildfläche zu verschwinden.